# Villa Cara

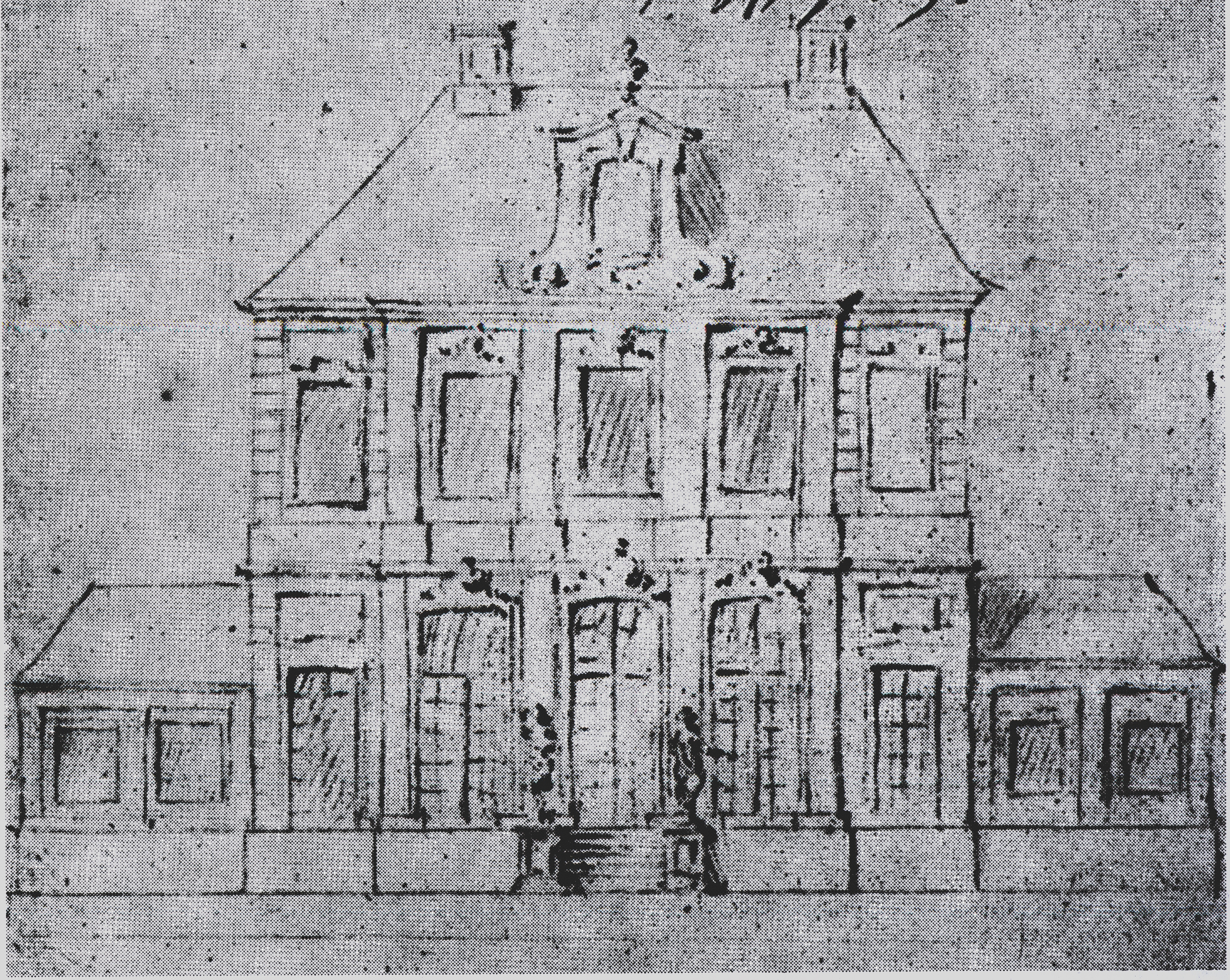
Dresden, Entwurf zur Villa Cara, Plan um 1738, Entwurf von Johann Christoph Knöffel (?).

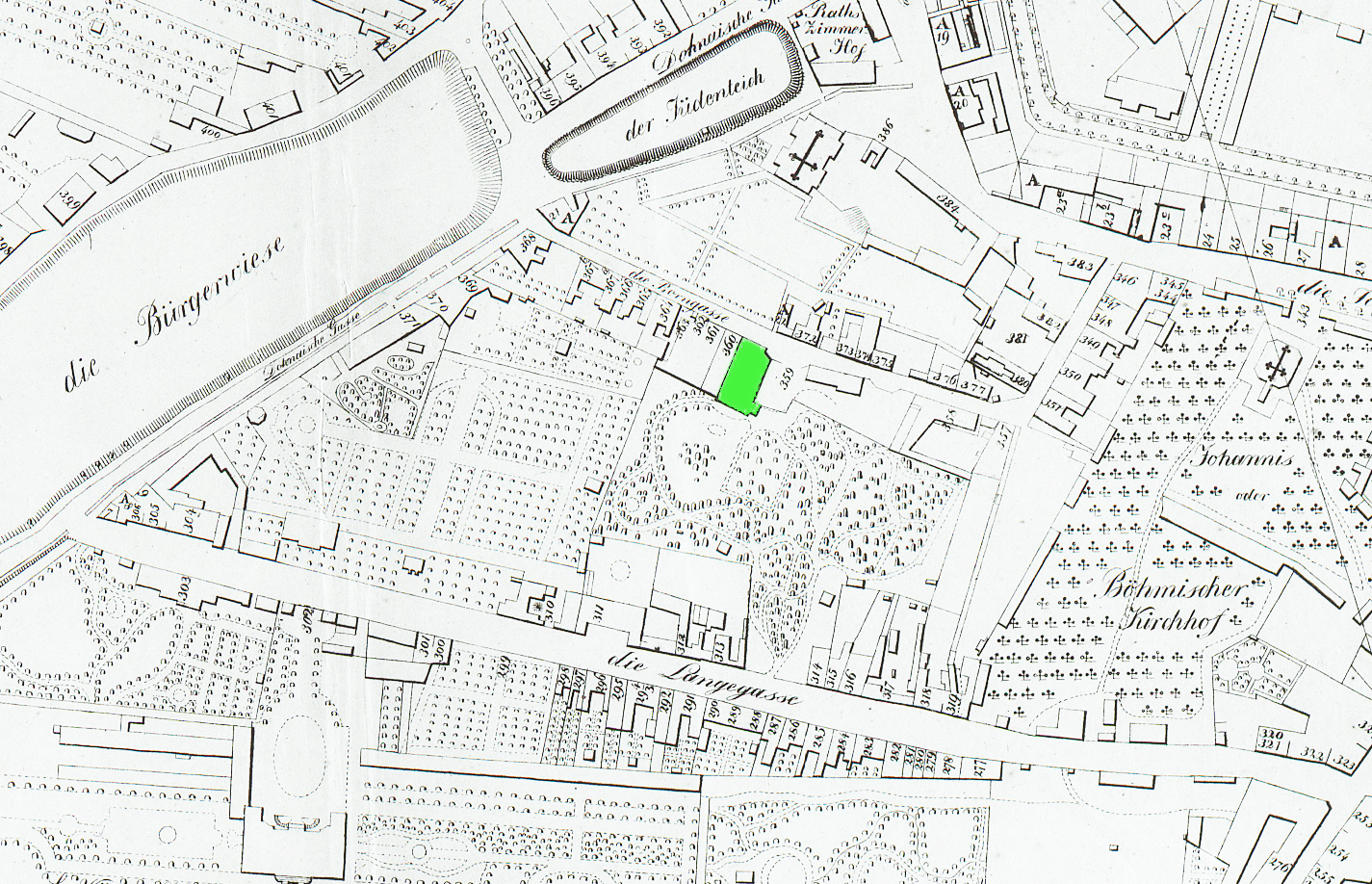
Die Villa Cara auf einem Stadtplan von ca. 1830. Norden ist rechts.

Die Villa Cara war ein von Johann Christoph Knöffel um 1736 erbautes Haus in der Borngasse (spätere Adresse: Carusstraße 18–20) in Dresden. Die Villa wurde 1945 zerstört.

## Geschichte
Das Gebäude wurde um 1736 nach Entwürfen von Johann Christoph Knöffel in der damaligen Großen Borngasse erbaut. Bauherr war Knöffel selbst, der seit 1720 mehrere Grundstücke an der Großen Borngasse und der Langen Gasse erworben hatte. Schon Knöffels Vater und Großvater hatten in diesem Areal eine Kegelbahn mit Bierausschank betrieben. Auf dem Grundstück mit der Katasternummer 359 stand zu dieser Zeit vermutlich ein älteres, eingeschossiges Gebäude. Das südliche Nachbargrundstück in der Borngasse ragte spitzwinklig in das von Knöffel erworbene Grundstück hinein, so dass die wohl ursprünglich geplante rechteckige Anlage des Hauses um einen Innenhof nicht möglich war. Vermutlich aus diesem Grund wurde die Villa mit der Hauptfassade zum großen Gartengrundstück hin errichtet. Die auf die Borngasse gehenden Gebäude beider Grundstücke blieben vermutlich bis 1945 erhalten.
Die Villa wechselte in den folgenden Jahrzehnten mehrfach ihren Besitzer. Zum Ende des 18. Jahrhunderts wird Gräfin Sophie Auguste Henriette von Schönberg als Eigentümerin genannt, später gehörte das Haus dem Oberkonsistorialpräsidenten Hans August Fürchtegott von Globig (1773–1832). Zwei Jahre nach dessen Tod erwarb der königliche Leibarzt, Maler und Universalgelehrte Carl Gustav Carus das Haus, in dem er bis zu seinem Tod 1869 lebte. Carus machte aus der Villa einen gesellschaftlichen und kulturellen Mittelpunkt Dresdens. Zu seinen Freunden und Gästen gehörten Caspar David Friedrich, Clara Wieck, Wilhelmine Schröder-Devrient und viele andere.
Bereits kurz nach Carus’ Tod wurde die Große Borngasse in Carusstraße umbenannt, die Adresse lautete nun Carusstraße 6/7 (1910 wurde daraus die Carusstraße 18/20).
Seit 1873 verzeichnet das Dresdner Adressbuch den deutschen Unternehmer und Rittergutsbesitzer Friedrich Henning von Arnim als Eigentümer des Hauses und auch der beiden direkt benachbarten Grundstücke. Nach seinem Tod erbte seine Tochter Johanne Caroline (1850–1909) Haus und Grundstück. Sie war verheiratet mit Dietrich Carl von Carlowitz. Für einige Jahre nach ihrem Tod werden ihre Erben als Eigentümer des Hauses genannt, bis 1924 Franziska Elisabeth de Neergaard, geb. von Carlowitz (1876–1945) in den Adressbüchern verzeichnet ist. Ihr Ehemann war ein Spross des adligen Zweiges der dänischen Familie Neergaard. Sie starb im Jahr der Zerstörung des Hauses.

## Beschreibung
Der Mittelteil des Hauses war fünf Achsen breit und zwei Geschosse hoch und trug ein Satteldach mit Zwerchhaus. Die niedrigen Seitenachsen mit Rechteckfenstern waren im Entwurf eingeschossig und zweiachsig. Die vermutlich einzige erhaltene Fotografie der Gartenfassade zeigt diese Seitenteile aufgestockt in derselben Höhe wie den Mittelteil. Eingefasst wurde der Mittelteil von Rustizierungen. Ein dreiachsiger Mittelrisalit war besonders aufwändig im Rokoko-Stil dekoriert, das darüber befindliche Zwerchhaus setzte die Fassade über seitlich angesetzte Voluten nach oben fort. Die Freitreppe vor dem Haupteingang schmückten Statuen von Johann Gottfried Knöffler.